# Partido dos Direitos dos Estados Nacionais
O Partido dos Direitos dos Estados Nacionais (em inglês: National States' Rights Party) foi um partido político supremacista branco dos Estados Unidos .

## Fundação
Fundado em 1958 em Knoxville, Tennessee, por Edward Reed Fields, um quiroprático de 26 anos e apoiador de J. B. Stoner, o partido foi baseado em antissemitismo, racismo e oposição à integração racial com afro-americanos. Oficiais do partido eram contra o avanço do movimento dos direitos civis, e a própria organização estabeleceu relações com a Ku Klux Klan e Minutemen. Embora um movimento supremacista branco, sua mensagem nunca foi abertamente neo-nazista da maneira que seus sucessores no Partido Nazi Americano foram.
O presidente nacional do partido era Stoner, que cumpriu três anos de prisão por bombardear a Igreja Batista Bethel em Birmingham, Alabama. O partido produziu um jornal, Thunderbolt, editado por Fields. Em 1958, o primeiro ano do partido, cinco homens foram indiciados por sua participação no atentado ao Templo da Congregação Beneficente Hebraica em Atlanta.
Em 27 de dezembro de 1963, Edward Fields foi levado ao conhecimento do Serviço Secreto dos EUA como uma possível ameaça contra indivíduos. Isso foi divulgado como parte do lançamento do arquivo JFK. O FBI considerou que Fields estava "a um passo de ser louco".

## Desenvolvimento
Durante a eleição presidencial de 1960, em uma reunião secreta realizada em uma pousada rural perto de Dayton, Ohio, o NSRP indicou o governador do Arkansas Orval E. Faubus para presidente e o aposentado contra-almirante John G. Crommelin de Alabama para vice-presidente. Faubus, no entanto, não fez campanha ativamente nesta chapa e obteve apenas 0,07% dos votos (melhor em sua terra natal, Arkansas: 6,76%). O partido também concorreu na eleição presidencial de 1964, nomeando John Kasper para presidente e J. B. Stoner para vice-presidente, embora tenham obtido apenas 0,01%, ou seja, menos de 7.000 votos.
O partido começou a expandir suas operações e mudou-se para uma nova sede em Birmingham em 1960. Os apoiadores logo receberam um uniforme. O próprio Thunderbolt ganhou uma circulação de 15.000 exemplares no final dos anos 1960 e o partido tornou-se ativo em comícios nos Estados Unidos, com eventos em Baltimore, Maryland, em 1966, sendo particularmente notório porque cinco membros importantes foram presos por incitar tumultos. O FBI mirou o NSRP sob seu programa COINTELPRO.
O partido tentou obter contatos internacionais e, durante a década de 1970, participou de comícios neonazistas internacionais em Diksmuide na Bélgica. Antes disso, o partido era próximo do líder extremista britânico John Tyndall, depois que Tyndall falhou em suas tentativas de estabelecer laços com George Lincoln Rockwell.

### Desempenho eleitoral
| Ano  | Presidente   | Estado    | Cargo anterior                     | Vice-presidente   | Estado  | Cargo anterior                                                                  | Votos          | Notas                                                |
| ---- | ------------ | --------- | ---------------------------------- | ----------------- | ------- | ------------------------------------------------------------------------------- | -------------- | ---------------------------------------------------- |
| 1960 | Orval Faubus | Arkansas  | Governador do Arkansas (1955–1967) | John G. Crommelin | Alabama | Contra-almirante da Marinha Candidato a senador pelo Alabama (1950, 1954, 1956) | 44.984 (0.07%) | Recebeu quase 7% no Arkansas, estado natal de Faubus |
| 1964 | John Kasper  | Tennessee | Ativista Membro da Ku Klux Klan    | J. B. Stoner      | Georgia | Presidente do partido Candidato ao Congreso pelo Tennessee (1948)               | 6.953 (<0.1%)  |                                                      |

## Declínio
A influência do partido diminuiu na década de 1970, quando Fields começou a dedicar mais de suas energias à Ku Klux Klan. Como resultado, em abril de 1976, Edward H. Levi concluiu uma investigação do FBI sobre o grupo depois que foi decidido que eles não representavam nenhuma ameaça. Seu declínio total ocorreu quando Stoner foi condenado por um atentado em 1980 e, em agosto de 1983, Fields foi expulso por passar muito tempo na KKK. Sem suas duas figuras centrais, o NSRP se desfez e, em 1987, deixou de existir.